# Naqada III
Il periodo di Naqada III o semainiano  è tuttora in fase di studio, ma con le ultime datazioni al carbonio-14, sarebbe durato dal 3500 al 3150 a.C.

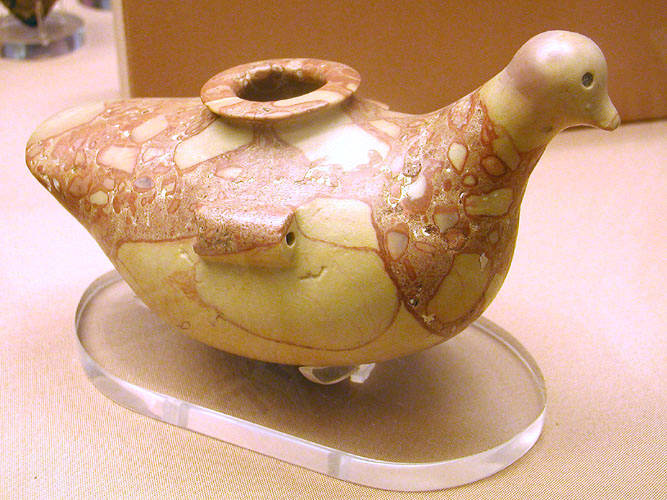
Vaso a forma di uccello, tardo predinastico

La cultura semaniana o di Naqada III è l'ultima di tre fasi della cultura di Naqada, del predinastico, ed è successiva alla fase di Naqada I e Naqada II.
Il periodo si divide in quattro fasi: IIIa, IIIb, IIIc e IIId. 

## Descrizione
Nella fase di Naqada III il processo di formazione dello stato, iniziato durante il periodo di Naqada II, si evolve e fanno la loro comparsa, come testimoniato da scarsi rinvenimenti archeologici, sovrani a capo di regni indipendenti e in lotta tra loro.
I nomi di questi sovrani sono scritti per la maggior parte su vasi in ceramica o lastre in pietra provenienti dalle sepolture.
Alcuni re di cui ci sono stati tramandati i nomi sono: Iri Hor, re Scorpione, Ka  che formano, unitamente ad altri, la cosiddetta Dinastia 0 relativamente al periodo Naqada IIIb e IIIc e la Dinastia 00 di Dreyer relativamente al periodo Naqada IIIa
Questo periodo è caratterizzato da continui scontri tra i vari regni, che si conclude con la formazione di un unico stato e l'inizio del periodo dinastico. Il vincitore di questi scontri è il sovrano Narmer, che viene ritenuto il primo vero faraone e capostipite della I dinastia dell'epoca Tinita (da Tini, nome della città di origine dei sovrani).
Nella fase di Naqada III compaiono: la scrittura geroglifica, l'uso regolare del serekht per indicare i nomi del sovrano, i primi cimiteri con sepolture reali.